# Ром Ди Приско
Ромоло Ди Приско (енгл. Romolo Di Prisco, познат и као Morphadron; 30. август 1972) канадски је композитор. Стекао је класично музичко образовање, компонује и продуцира музику за видео игре, телевизију и филм преко 20 година. До сада је урадио музику за више од 50 видео-игара, укључујући и Unreal Tournament 3,  и серијал Need for Speed. Такође ради ремиксе за друге умјетнике, укључујући Кристофера Лоренса, Unit 187, 3kStatic и Count Your Curses. Неке његове пјесме се јављају у Слагалици страве, Шоуу Опре Винфри, Сопраносима и многим другим.
У децембру 2010. године Ди Приско је објавио свој деби соло албум под називом Cryptidalia. Албум је тренутно доступан за цијену коју бира купац, а могуће је пронаћи и одређен бесплатни садржај.
Видео игра Fortnite, која је објављена 2017. године у себи између осталог садржи и Ди Прискову музику.